# 湖墅街道
湖墅街道，中国浙江省杭州市拱墅区所辖街道，位于拱墅区中南部。总面积2.729平方千米，总人口4.6万人。

## 历史
宋代杭州城北有北郭市、江涨东市、湖州市、江涨西市、半道红市，主要贩卖大米等湖州运来的商品，后来由于市集规模成片，因此统一合为湖州市（杭州话拼音：wu tsei zy），与城南钱塘江边的徽州塘并为杭州城郊的主要集镇。因为「墅」和「市」的方言音近，到明代，湖州市的地名逐渐演化为湖墅（杭州话拼音：wu zu）。

## 辖区
湖墅街道现辖卖鱼桥社区、双荡弄社区、仓基新村社区、霞湾巷社区、长乐苑社区、仁和仓社区、珠儿潭社区。
1. ↑  . new.qq.com.   [2021-11-18]. （原始内容存档于2021-11-18）.